# Umaria
Umaria è una suddivisione dell'India, classificata come municipality, di 26.837 abitanti, capoluogo del distretto di Umaria, nello stato federato del Madhya Pradesh. In base al numero di abitanti la città rientra nella classe III (da 20.000 a 49.999 persone).

## Geografia fisica
La città è situata a 23° 31' 60 N e 80° 49' 60 E e ha un'altitudine di 450 m s.l.m..

## Società

### Evoluzione demografica
Al censimento del 2001 la popolazione di Umaria assommava a 26.837 persone, delle quali 14.281 maschi e 12.556 femmine. I bambini di età inferiore o uguale ai sei anni assommavano a 3.661, dei quali 1.857 maschi e 1.804 femmine. Infine, coloro che erano in grado di saper almeno leggere e scrivere erano 18.571, dei quali 11.135 maschi e 7.436 femmine.